# Hermann Graber
Hermann Graber (1904 - 24 augustus 1970) was een carrosseriebouwer uit Wichtrach, vlak bij Bern in Zwitserland.
Graber heeft in de periode 1925 tot 1970 carrosserieën gebouwd op chassis van veel verschillende automerken. Zijn eerste cabriolet bouwde hij in 1927 op basis van een Fiat 509.
Voor de Tweede Wereldoorlog bouwde hij voornamelijk cabriolets van Italiaanse en Franse automerken, bijvoorbeeld voor Bugatti, maar natuurlijk ook voor Rolls-Royce, Bentley en zelfs Duesenberg. Overigens heette de cabriolet bij hem Kabriolett. Ook fabriceerde hij een beperkte serie van Swiss-Packard.
Na de Tweede Wereldoorlog bouwde Graber ook voor andere merken. Hij bouwde onder meer carrosserieën voor Delahaye, Bentley (bijvoorbeeld Mark VI) Rover, Aston Martin en vooral Alvis, beroemd was bijvoorbeeld de Alvis TA14.
Carrosseriebouwer Park Ward in Engeland bouwde Graber carrosserieën in licentie.